# Candelaria Sequeira
Candelaria Sequeira es una deportista Argentina que compite en piragüismo en la modalidad de aguas tranquilas. Ganó una medalla de bronce en los Juegos Panamericanos de 2023, en la prueba de K4 500 m.

## Palmarés internacional
| Juegos Panamericanos Junior | Juegos Panamericanos Junior | Juegos Panamericanos Junior | Juegos Panamericanos Junior |
| Año                         | Lugar                       | Medalla                     | Competición                 |
| --------------------------- | --------------------------- | --------------------------- | --------------------------- |
| 2021                        | Cali (Colombia)             | Medalla de oro              | K4 500 m                    |
| 2021                        | Cali (Colombia)             | Medalla de plata            | K2 500 m                    |
| 2021                        | Cali (Colombia)             | Medalla de bronce           | K1 500 m                    |
| Juegos Panamericanos        |                             |                             |                             |
| Año                         | Lugar                       | Medalla                     | Competición                 |
| 2023                        | Santiago (Chile)            | Medalla de bronce           | K4 500 m                    |